# Чеботков, Михаил Андреевич
Михаил Андреевич Чеботков — гвардии красноармеец Рабоче-крестьянской Красной Армии, участник Великой Отечественной войны, Герой Советского Союза (1943), лишён звания.

## Биография
Михаил Чеботков родился в Литвиновском районе Ростовской области. В 1942 году он несовершеннолетним был призван на службу в Рабоче-крестьянскую Красную Армию. Служил в 11-й гвардейской разведывательной роте 14-й гвардейской стрелковой дивизии 57-й армии Степного фронта, во взводе под командованием лейтенанта Шопина. Отличился во время битвы за Днепр.
20 сентября 1943 года подразделение Чеботкова в числе других частей вышло к Днепру и сосредоточилось на подступах к городу Верхнеднепровску Днепропетровской области. Для захвата острова на Днепре, на котором находилось около 10 пулемётных точек, был собран отряд, в который вошли старший лейтенант Андрей Грязнов, лейтенант Александр Шопин, а также красноармейцы Чеботков, Обедняк, Токарев, Хомутов, Строгалев и Мирошниченко. Чеботкову ставилась задача доставки боеприпасов уже после начала захвата плацдарма. В ночь с 24 на 25 сентября разведчики переправились на остров. Им удалось выбить противника из нескольких траншей. Чеботков некоторое время из-за массированного огня не мог отчалить на лодке от левого берега, но тем не менее смог форсировать водную преграду и доставить боеприпасы группе. На захваченном плацдарме группа продержалась, обороняясь от превосходящих сил противника, два дня и две ночи. Никто из группы не погиб, лишь Чеботков получил лёгкое ранение. За этот бой пять бойцов группы — Грязнов, Шопин, Обедняк, Токарев и Чеботков — были представлены к званию Героя Советского Союза.
20 декабря 1943 года Указом Президиума Верховного Совета СССР гвардии красноармеец Михаил Чеботков был удостоен высокого звания Героя Советского Союза с вручением ордена Ленина и медали «Золотая Звезда» за номером 5996.
После демобилизации вернулся на родину, работал колхозником в колхозе «Новая жизнь». В конце 1946 года Чеботков был арестован по обвинению в изнасиловании и убийстве по неосторожности, и 8 января 1947 года Народным судом Колушкинского района Ростовской области приговорён к 3 годам лишения свободы. На суде Чеботков себя виновным не признал.
23 октября 1947 года Указом Президиума Верховного Совета СССР Чеботков был лишён звания Героя Советского Союза.
Дальнейшая судьба неизвестна.